# Аделаидовка (Стерлитамак)
Аделаидовка, Бухвостово, Бухвостова — исчезнувшая деревня на территории современного Стерлитамака. Входила в состав Резановской волости Стерлитамакского уезда Уфимской губернии. Основана в 1 половине 19 века. Слилась в конце 19 века с деревней Бугоровка.

## Топоним
Оба названия связаны с землевладелицей — Аделаидой Николаевной Бухвостовой (Левашовой).  

## История
Именье Аделаиды Левашевой. Аделаиде Николаевне принадлежало здесь 157 душ крепостных обоего пола, доставшихся в 1847 г. по наследству от отца Николая Сергеевича Левашева (1780-1847), и купленных в 1850 г. у губернского секретаря Аристова. Когда владелица вышла замуж за штабс-капитана Николая Васильевича Бухвостова, сменила фамилию. В 1850 г. супруги жили в деревне Аделаидовка (Бухвостово).  Муж Аделаиды Николаевны в 1865–1878 гг. был мировом посредником, в 1883 г. председателем Стерлитамакской земской управы, почетным мировым судьей и гласным уездного земства от землевладельцев (Свице Я.С. Ергин М.Ю. Левашевы (страницы родословной дворянской семьи) // Река времени. 2012: Мир Южноуральской усадьбы. Уфа. УНЦ РАН, 2012. С. 152-165).
В списке населенных мест Уфимской губернии на 1870 год деревня Аделаидовка стоит под № 2532.
В 1870-е гг. стерлитамакские мещане купили у помещицы А. Бухвостовой земли вблизи Аделаидовки (Бухвостово тож), с образованием деревни Бугоровка. Очень быстро произошло слияние двух деревень, с переносом названия со старой деревни на новую. В 1900 году официальное именование поселения Бугоровка (д. Бухвостова, Аделаидовка) (Сборник статистических сведений по Уфимской губернии, 1901: 248), где по данным 1896 года в 33 дворах проживало 184 человека.